# اوسناغه‌کوچه
اوسناغه‌کوچه (به لاتین: Osnağaküçə) یک منطقه مسکونی در جمهوری آذربایجان است که در شهرستان لریک واقع شده است. اوسناغه‌کوچه ۱۲۵ نفر جمعیت دارد.

## ریشه واژه
اوسنغه یا اوسناغه در زبان تالشی به‌معنی آهنگر و کوجه یا کوچه به‌معنی خیابان و محله است و معنای کامل روستا محله آهنگر است.